# 香港鐘表展
香港鐘表展（英語：Hong Kong Watch & Clock Fair）是每年9月由香港貿易發展局於香港會議展覽中心舉辦的大型鐘表專業展覽會，於1982年為第一屆，是全球最大型的同類展覽。